# Міщерово
Міще́рово (рос. Мищерово, башк. Мишәр) — присілок у складі Балтачевського району Башкортостану, Росія. Входить до складу Тошкуровської сільської ради.
Населення — 164 особи (2010; 208 у 2002).
Національний склад:
- башкири — 97 %